# Festival di Zurigo 1957
Questa pagina raccoglie i dati relativi all'edizione del Festival di Zurigo del 1957.

## La manifestazione
Le giurie votano le dodici canzoni, stabilendo così il brano vincitore del festival che è Tutta colpa della luna interpretato da Carla Boni e Gino Latilla; sono previsti premi minori per i secondi e terzi classificati.
I cantanti sono accompagnati da due direttori d'orchestra: Cinico Angelini e Nino Impallomeni
Il Festival si svolge la sera di sabato 12 ottobre, ed è trasmesso in televisione alle ore 23.30 sul Programma Nazionale in eurovisione.
Cast: Carla Boni, Gino Latilla, Claudio Villa, Maria Pia Arcangeli, Adriano Cecconi, Betty Curtis, Anita Traversi. Il Quartetto Radar inizialmente ingaggiato non si presenta al Festival.
Vince la canzone Tutta colpa della luna eseguita da Cara Boni e Gino Latilla. 

## Partecipanti in gara
- Carla Boni - Gino Latilla: Tutta colpa della luna
- Carla Boni - Gino Latilla: Voce della montagna
- Carla Boni: La stella di ogni notte
- Giuseppe Negroni: Dolce ninna nanna
- Gino Latilla: Ponte di sabbia
- Giuseppe Negroni: Sole sorgi presto
- Carla Boni: Silenzio Bianco
- Gino Latilla: Serenata misteriosa
- Tonina Torrielli La strada più bella del mondo
- Tonina Torrielli: Sotto la cenere
- ?: Signora gioventù
- Gino Latilla: E' sempe 'a stessa